# De Chninkel
De Chninkel (oorspronkelijke Franse titel: Le Grand Pouvoir du Chninkel) is een fantasy strip-epos getekend door Grzegorz Rosiński en geschreven door Jean Van Hamme. Het is geïnspireerd op het Nieuwe Testament. De Chninkel verscheen voor het eerst van oktober 1986 tot juli 1987 in het stripblad (À suivre). In 1988 verscheen het in albumvorm.

## Het verhaal
J'on behoort tot een slavenvolk op de wereld Daar, de Chninkels. Ze zijn slechts de speelbal in een eeuwigdurende wrede oorlog tussen drie heersersvolkeren geleid door de drie onsterfelijken. Als overlevende van een van de vele veldslagen wordt hij geconfronteerd met een verschijning van de god Ee'n. Deze draagt hem op de oorlog te beëindigen door de drie volkeren te verenigen. Zo niet, dan vergaat de wereld van Daar. Als hulp krijgt hij een mysterieuze gave die de arme Chninkel zelf niet begrijpt. Tijdens zijn queeste ontmoet hij enkele hulpvaardige wezens; de aapachtige Tawal Bom-Bom en de vrouwtjeschninkel G'wel. Zo leert hij dat de eeuwige oorlog ontstaan is als wraak van de god Ee'n op de hooghartige Chninkelkoning N'aam die zichzelf tot god wilde verheffen. Net door hun ijver J'on uit te schakelen verenigen de drie volkeren zich met een gemeenschappelijk doel, waarop de vloek op N'aam eindelijk ongedaan wordt. J'on sterft als offer voor dit doel. N'aam vervloekt echter op zijn beurt de hooghartige god Ee'n, die prompt alle leven op de wereld vernietigt. Het enige overlevende volk is dat van de Tawal, dat een verre voorvader van de mens blijkt te zijn.

## Ingekleurde versie
De Chninkel is een losstaand verhaal van 166 pagina’s. De oorspronkelijke versie uit 1988 was een zwart-wit strip. In 2001 werd de strip opnieuw uitgegeven, nu in kleur en opgedeeld in drie delen:
- Het gebod
- De uitverkorene
- Het oordeel

## Achtergronden bij het verhaal
- In de scène waarin J'on met zijn volgelingen een maaltijd neemt op het strand (bovenste strook 48) herkennen we Da Vinci's schilderij Het Laatste Avondmaal.
- In de Nederlandse stripreeks Agent 327 wordt in het album De wet van alles naar "De Chninkel" verwezen. In strook E82 van het verhaal tovert god een monoliet. Agent 327, Olga Lawina en Ahasveros reageren: "Dat heeft ie uit een stripverhaal gehaald!" (Hiermee verwijzend naar de monoliet uit "De Chninkel") "En die hebben het weer uit een film gehaald." (2001: A Space Odyssey) "En die was naar een boek gemaakt." (van Arthur C. Clarke) "En dat was weer gebaseerd op een kortverhaal." ("The Sentinel" van A.C. Clarke)

## Receptie
De Chninkel wordt frequent gezien als een meesterwerk van het beeldverhaal. In 2005 stond het boven aan de top 50 Belgische stripverhalen van de Stripspeciaalzaak.